# Joan Baptista I Ludovisi
Joan Baptista I Ludovisi (1647- 24 d'agost de 1699), fou fill i hereu de Nicolau I Ludovisi. Fou investit amb els dominis del seu pare, incloent el principat de Piombino l'1 de setembre de 1665. El 1690 va vendre el ducat de Fiano als Ottoboni, el 1668 el ducat de Zagarolo i el marquesat de Colona als Rospigliosi i altres feus a la família Mirelli (el 1676 el feu de Teora i el 1677 el de Paterno, i després la ciutat de Conza reservant-se el títol comtal). Fou també virrei a l'Índia.
Es va casar el 1669 a Maria de Montcada filla de Guillem Ramon de Montcada, marqués d'Aitona, que va morir a Roma el 1694 sense fills. El 1697 es va casar per segona vegada amb Anna Arduino e Furnari, filla de Paolo Arduino Patti príncep de Palizzi, marques de Floresta, Baró de Placabaiana i senyor de Grassura, que només li va sobreviure un any i va morir el 29 de desembre de 1700. D'aquest matrimoni va néixer un fill, Nicolau, que va morir el 1699 amb un any d'edat. La successió va recaure en la seva germana Olímpia I Ludovisi.